# Furnace Room Lullaby
Furnace Room Lullaby è il secondo album in studio di Neko Case e Her Boyfriends, pubblicato nel febbraio 2000 con le etichette Mint e Bloodshot Records e Loose.
Neko Case ha detto della traccia del titolo in una performance ad Austin City Limits nel 2003, "Volevo scrivere una ballata per omicidio, semplicemente perché ero un grande fan dei Louvin Brothers. Non che questa canzone sia così buona come una canzone di Louvin Brothers, ma ci ho provato."
La traccia omonima al titolo dell'album è stata inclusa nella colonna sonora del film The Gift di Sam Raimi.

## Tracce
1. Set Out Running – 3:00
2. Guided by Wire – 3:21
3. Porchlight – 3:35
4. Mood to Burn Bridges – 2:53
5. No Need to Cry – 2:16
6. Twist the Knife – 2:34
7. Thrice All American – 3:13
8. We've Never Met – 2:52
9. Whip the Blankets – 2:43
10. South Tacoma Way – 4:51
11. Bought and Sold – 2:09
12. Furnace Room Lullaby – 2:53